# Phodopus roborovskii
Il criceto di Roborowskij (Phodopus roborowskij (Satunin, 1903)) è un piccolo roditore della famiglia dei Cricetidi diffuso nelle zone desertiche dell'Asia.
Prende il nome dall'esploratore russo che lo scoprì tra Siberia e Mongolia nel 1894. Il nome di questo esploratore (Роборовский in russo) secondo la corretta traslitterazione si dovrebbe scrivere "Roborovskij". Assai spesso, tuttavia, si incappa in forme più o meno modificate quali "Roborovski", "Roborowsky", "Roborowski", "Roborovsky" o "Roboroskij"

## Descrizione
È il più piccolo tra i criceti domestici: raggiunge i 5–6 cm di lunghezza ed i 30-40 g di peso.

Presenta un color marrone chiaro sulle parti superiori e un bianco candido su ventre e coda (tuttavia le femmine presentano un colore più opaco). Le orecchie sono piccole e larghe, il che in natura fornisce protezione dalla sabbia dei deserti pur mantenendo un acutissimo udito.

Le zampe sono provviste di unghie, necessarie per scavare con maggiore facilità. In particolare, le zampe posteriori sono corte e provviste di peli per protezione dalla sabbia rovente.

Come le altre specie di criceto, è caratterizzato da ampie tasche guanciali che permettono di conservare il cibo per mangiarlo in séguito o per riporlo nella propria tana.

## Distribuzione e habitat
Il criceto di Roborovskij è diffuso unicamente nelle zone asiatiche e desertiche di Russia, Mongolia, Kazakistan e Cina.

## Biologia
È più longevo delle altre specie nane: non di rado supera i 3 anni, talvolta i 4. È anche il primo a raggiungere la maturità sessuale, in genere prima dei tre mesi di età. A differenza degli altri criceti, è piuttosto socievole e, di norma, vive in coppia per tutta la vita, e addirittura il maschio aiuta la femmina durante il parto e nell'allevamento dei piccoli. La gravidanza dura circa 18-20 giorni.

## Allevamento
Sono animali molto delicati e si spaventano molto facilmente. Se spaventati o innervositi potrebbero mordere frequentemente le sbarre, anche se lo stesso può verificarsi quando cercano di limarsi i denti. È perciò necessario che la gabbia sia provvista di piccole sagome in legno, facilmente reperibili in qualsiasi negozio, oppure di legnetti asportati da alberi, a patto che non siano di cedro o pino (tossici) e che non provengano da zone molto trafficate o soggette all'uso di diserbanti e pesticidi.

Poco socievole rispetto alle specie di criceti nani più diffuse (criceto russo e criceto siberiano), per questa sua caratteristica, oltre che per i suoi movimenti rapidi e scattanti, viene assolutamente sconsigliato come animale da compagnia per bambini o per chi non si accontenti di osservarlo nella sua gabbietta vincendo la voglia di prenderlo in mano. Questa specie di criceti, infatti, non gradisce che si cerchi di toccarli o accarezzarli in nessun caso e se fortemente infastidito è facile ricevere in cambio dall'animale un bel morso. Tuttavia, con un po' di allenamento, anche i criceti di Roborovskij possono affezionarsi al padrone e accettare di essere manipolati dallo stesso.

I criceti sono animali notturni perciò la somministrazione del cibo è consigliata tra le ore che seguono il tramonto e che precedono l'alba. È necessario che abbiano cibo sempre fresco ogni giorno e che ciò che non è stato consumato sia prelevato dalla gabbietta.

È necessario che abbiano anche acqua a temperatura ambiente da cambiare tutti i giorni.
Le dosi giornaliere sono di 5 grammi di alimento secco (miscele di semi da acquistare nei negozi) e 20 grammi di alimento fresco.

Dopo il parto è necessario evitare di toccare i piccoli e attenderne lo svezzamento, poiché la mamma potrebbe non riconoscerne più l'odore e ucciderli.